# Barra delle applicazioni
La barra delle applicazioni (in inglese taskbar), in informatica, é una barra posta di solito su un lato del desktop dell'interfaccia grafica di un sistema operativo moderno, che serve per il lancio e il monitoraggio delle applicazioni disponibili. 
In forme diverse è presente sia su sistemi Unix e Unix-like (nei desktop environment GNOME e KDE ad esempio) che Windows (fu inserita da Microsoft a partire da Windows 95) che Macintosh (su questi ultimi fin dalle prime versioni si trova in alto, mentre nella parte bassa prende il nome di dock). Tramite dei pulsanti associati a programmi diversi o a istanze diverse della stessa applicazione, che girano in multitasking, permette di passare tra le varie finestre ad essi associate. 
In Windows XP ogni istanza dello stesso programma occupa un solo pulsante (in configurazione di default), mentre è possibile tornare a visualizzare un pulsante per ogni istanza cliccando con il tasto destro del mouse direttamente sulla barra da modificare e deselezionando "proprietà/raggruppa pulsanti". Nelle versioni precedenti di Windows, Windows Millennium Edition, Windows 98 e Windows 95 era presente un pulsante per ogni programma o istanza di programma in esecuzione. È possibile avere informazioni sul programma o sull'istanza presente nella barra posizionando il puntatore del mouse sul pulsante.

La barra delle applicazioni di Windows 11